# قسم رستاق الريفي (مقاطعة داراب)
قسم رستاق الريفي (بالفارسية: دهستان رستاق) هي منطقة سكنية تقع في إيران في ناحية رستاق. يقدر عدد سكانها بـ 9,171 نسمة .